# Vallo di Lauro
Il Vallo di Lauro, anche conosciuta come Valle di Lauro, è un territorio della provincia di Avellino. Questa valle confina a nord e ad ovest con la città metropolitana di Napoli e a sud con la provincia di Salerno.

## Geografia
Il Vallo di Lauro ha fatto parte fino al 1861, anno in cui è stata unificata l'Italia, come tutti i comuni dell'Agro Nolano, della provincia di Terra di Lavoro nel Distretto di Nola. In seguito allo scorporamento di tale provincia, i comuni che ne facevano parte vennero ridistribuiti tra le province di Napoli, Caserta e Avellino. 
Tale territorio è posto alle pendici dei monti di Lauro ed è nella parte settentrionale collinare, infatti i comuni di Lauro, Moschiano, Quindici, Taurano fanno parte della Comunità montana Partenio - Vallo di Lauro, mentre è  pianeggiante nel comune di Marzano di Nola e nella frazione Casola del comune di Domicella.
Confina ad ovest e a nord con l'Area Nolana (comuni di Carbonara di Nola, Liveri, Palma Campania e Visciano), a sud con l'Agro Nocerino-Sarnese (comuni di Sarno, Siano e Bracigliano) e ad est coi comuni irpini di Forino e Monteforte Irpino. Il suo territorio, malgrado la vicinanza, non confina con il Baianese poiché da esso diviso da un lembo di territorio ricadente nel comune di Visciano.

## Dialetto
Nel vallo non si parla un unico dialetto: nei comuni di Marzano di Nola e Domicella si parla il napoletano, mentre nei comuni di Lauro, Moschiano, Pago del Vallo di Lauro e Taurano sono ben evidenti gli influssi dell'avellinese, con il tipico accento irpino che scandisce le vocali alla fine delle parole. Nel comune di Quindici, infine, il dialetto assume caratteri tipici con alcuni termini singolari e un'inflessione che a tratti ricorda il siciliano.

## Comuni del Vallo di Lauro
Il Vallo di Lauro comprende i comuni di:
- Domicella
- Lauro (da cui prende il nome)
- Marzano di Nola
- Moschiano
- Pago del Vallo di Lauro
- Quindici
- Taurano